# Rubus lloydianus
Rubus lloydianus là loài thực vật có hoa trong họ Hoa hồng. Loài này được Genev. miêu tả khoa học đầu tiên năm 1861.